# Billy Lush
William Paul 'Billy' Lush (New Haven (Connecticut), 30 november 1981) is een Amerikaans acteur.

## Biografie
Lush heeft de high school doorlopen aan de Coral High School in Coral Springs. Hierna ging hij theater studeren aan de Florida State University in Tallahassee.

## Filmografie

### Films
Uitgezonderd korte films.
- 2018 Gone Are the Days - als Virgil
- 2013 Stupid Hype – als Frenchy
- 2011 Straw Dogs – als Chris
- 2010 Madso's War – als Tommie Walker
- 2010 Norman – als James
- 2007 One Night – als boze jongen
- 2007 Reign of the Gargoyles – als Chick
- 2006 Arc – als Bobby Ward
- 2006 Beautiful Dreamer – als Bobby
- 2004 Stateside – als Nando

### Televisieseries
Uitgezonderd eenmalige gastrollen.
- 2023 - 2024 For All Mankind - als Mike Bishop - 4 afl.
- 2019 You - als Phil - 2 afl.
- 2019 Bosch - als Stones - 5 afl.
- 2018 Shooter - als Johnny Poole - 2 afl.
- 2016 Kingdom - als Jason - 3 afl.
- 2014 Revolution - als Scanlon - 6 afl.
- 2013 Low Winter Sun – als Nick Paflas - 10 afl.
- 2011 The Chicago Code – als Liam Hennessey – 13 afl.
- 2008 Generation Kill – als korporaal Harold Trombley – 7 afl.
- 2007 The Black Donnellys – als Kevin Donnelly – 14 afl.
- 2006 Huff – als Jake Steward – 3 afl.
- 2003 – 2005 Law & Order: Criminal Intent – als Conroy Smith – 2 afl.

### Computerspellen
- 2012 Hitman: Absolution – als boeman
- 2012 Dishonered – als de outsider

- Library of Congress Control Number: n2013053445
- Virtual International Authority File: 305196091
- WorldCat: E39PBJfcPbB4RqyxWvM73hrrMP